# Parque Olímpico de Seúl
El Parque Olímpico de Seúl, acortado como Olpark es un parque olímpico construido para albergar los Juegos Olímpicos de 1988. Se localiza en Songpa-gu, Bangi-dong.

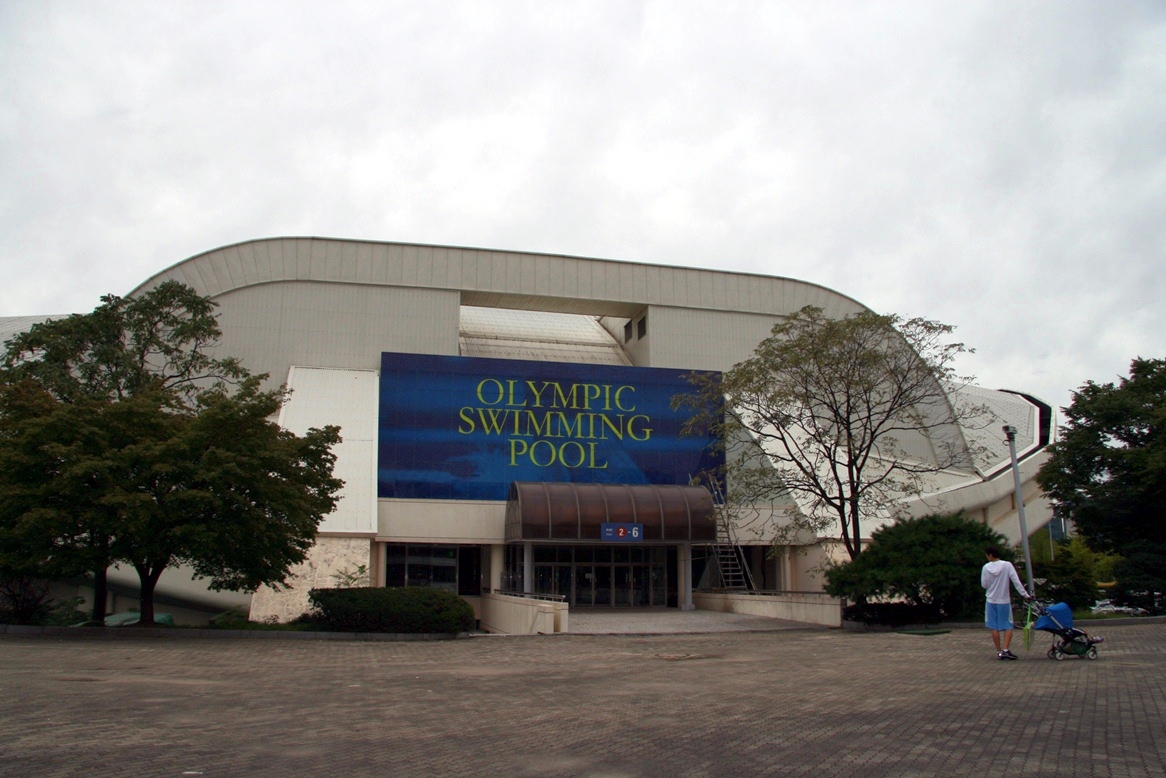
Piscina olímpica en el 2012

## Instalaciones de competencia
- Olympic Fencing Gymnasium - renombrado como SK Olympic Handball Gymnasium
- Olympic Gymnastics Arena
- Olympic Swimming Pool
- Olympic Tennis Courts
- Olympic Velodrome
- Olympic Weightlifting Gymnasium - renombrado como Woori Financial Art Hall

## Otras instalaciones
- Universidad Nacional Deportiva de Corea
- Museo Olímpico de Seúl
- Fortaleza Mongchon
- Parque Olímpico de Esculturas (Hogar de aproximadamente 200 esculturas realizadas por artistas de todo el mundo, expresando diferentes conceptos)[2]
- Hotel Olympic Parktel
- Olympic Hall
- Museo SOMA
- Puerta de la Paz Mundial
- Rose Park
- Plaza de las Banderas (Con la presencia de las banderas de los países que compitieron en los Juegos Olímpicos de 1988)[2][3]

### Puerta de la Paz Mundial
Construida entre el 31 de diciembre de 1986 y el 31 de agosto de 1988, fue diseñada por el arquitecto Kim Chung-up para celebrar el espíritu de las Olimpiadas de Seúl (paz y armonía) y simbolizar la habilidad del pueblo coreano. Al lado de los pilares hay estructuras similares a alas, bajo las cuales hay un mural titulado "A Painting of Four Spirits" (Una pintura de 4 espíritus). En el mural se muestra a un fénix, una tortuga, un tigre y un dragón (los espíritus que vigilan la puerta) ascendiendo al cielo, representando la fortaleza y libertad de los coreanos.
Bajo la puerta está una llama eterna, así como una declaración de paz llamando a la armonía mundial y a la felicidad para todos los ciudadanos del mundo.

### Olympic Hall
En 2011, el salón Olímpico fue renovado como una sala de conciertos por el Ministerio de Cultura, Deportes y Turismo y la Fundación de Promoción de Deportes de Corea. El proyecto de remodelación de un año incluye un escenario ampliado de la sala principal de 2.452 asientos, una sala de exposiciones para mostrar la historia del K-Pop desde la década de 1920 hasta el presente; y un pequeño teatro de 240 asientos para músicos indie y nuevos artistas. Fue re-inaugurado el 22 de junio de 2011 con un espectáculo de celebración de cantantes y grupos de K-pop incluyendo BigBang, Super Junior, 2PM, 4minute y After School.
Conciertos
2010-2012
- Kings of Convenience: Kings of Convenience Live in Seoul - marzo de 2010[6]
- The Swell Season: The Swell Season Live in Seoul - 7 de abril de 2010[6]
- 2NE1: NOLZA 2011 - 26, 27 y 28 de agosto de 2011
- Sistar: Femme Fatale - 15 de septiembre de 2012

2013
- BoA: Here I Am - 2013 SPECIAL LIVE - 26 y 27 de enero de 2013
- B.A.P: B.A.P - Live on earth - 23 y 24 de febrero de 2013[7][8]
- Sistar: S - 12 de octubre de 2013

2014
- Teen Top: TEEN TOP 2014 World Tour HIGH KICK - 22 y 23 de febrero de 2014
- Block B:  2014 Blockbuster - 17 y 18 de mayo de 2014
- VIXX: 'VIXX LIVE FANTASIA [HEX SIGN] - 18, 19, y 20 de julio de 2014
- Taeyang: 2014 TAEYANG CONCERT - 10, 11 y 12 de octubre de 2014
- BTOB: Hello Melody - 31 de octubre y 1 de noviembre de 2014[9]
- Boyfriend: 2014 Boyfriend, The First Chapter in Seoul "Bewitch" - 23 de noviembre de 2014
- MBLAQ: Curtain Call - 29 y 30 de noviembre de 2014

2015
- A Pink: Pink Paradise - 30 y 31 de enero de 2015
- Bangtan Boys (BTS): BTS Episode I: BEGINS - 28 y 29 de marzo de 2015[10]
- Ailee: Fatal Attraction - 4 de julio de 2015
- F.T. Island: 2015 FTISLAND LIVE 'We Will' - 8 y 9 de agosto de 2015
- Super Junior K.R.Y.: SUPER JUNIOR-K.R.Y. ASIA TOUR ~Phonograph~ - 22 y 23 de agosto de 2015[11]
- Junho: Last Night in Seoul - 19 y 20 de septiembre de 2015
- SG Wannabe: SG WANNABE Come Back Concert ‘I WANNA BE IN YOU' - 9 y 10 de octubre de 2015
- Sweet Sorrow: Sweet Sorrow 10th Anniversary Concert - 13, 14, y 15 de noviembre de 2015
- IU: Chat-Shire - 21 y 22 de noviembre de 2015
- Jinusean: 2015 JINUSEAN CONCERT 'JINUSEAN BOMB' - 13 de diciembre de 2015

2016
- f(x): f(x) The 1st Concert Dimension 4 - Docking Station - 30 y 31 de enero de 2016[12]
- Taeyeon: Butterfly Kiss – 9 y 10 de julio
- Mamamoo: 2016 Mamamoo Concert Moosical - 13 y 14 de agosto
- BigBang: 2016  Final Tour Concert - 4,5,6 y 7 de marzo de 2016[13]

2017
- AOMG: Follow the Movement - 11 y 12 de febrero de 2017
- Red Velvet:  Red Velvet 1st Concert - Red Room - 18, 19 y 20 de agosto
- VIXX LR: 1st Concert Eclipse - 18 y 19 de noviembre

2018
- GFriend: Season of GFriend - 6 y 7 de enero de 2018.
- JBJ: JBJ 1st Concert: A Really Desirable Concert - 3 y 4 de febrero de 2018.
- Day6: EveryDAY6 Finale Concert — The Best Moments - 3 y 4 de marzo de 2018.
- Loona: LOONAbirth: Debut concert  - 19 de agosto de 2018.
- Mayday: Life Tour - 8 de septiembre de 2018.
- Stray Kids: UNVEIL Op. 3: I Am YOU - 21 de octubre de 2018.